# J. Scott Smart
J. Scott Smart, también conocido como Jack Smart (27 de noviembre de 1902 - 15 de enero de 1960) fue un actor teatral, radiofónico y cinematográfico estadounidense, activo durante las décadas de 1930, 1940 e inicios de la de 1950. 

## Biografía
Nacido en Filadelfia, Pensilvania, su familia se mudó más adelante a Buffalo (Nueva York), donde en 1922 se graduó en la Lafayette High School. Es conocido por haber interpretado al personaje principal, Brad Runyon, en la serie radiofónica detectivesca The Fat Man, la cual emitió la cadena ABC entre 1946 y 1951. Scott trabajó con regularidad en el inicio del programa March of Time, así como en The Fred Allen Show. De hecho, interpretó tantos papeles en los primeros años de la radio dramática que llegó a ser conocido como el "Lon Chaney de la Radio". También fue un consumado actor teatral, y actuó en obras como A Bell For Adano y Esperando a Godot. Trabajo, así mismo, en varias películas, incluyendo El beso de la muerte y la versión cinematográfica de The Fat Man. 
En sus últimos años vivió en Ogunquit, Maine, dedicándose al arte y llegando a ser un reconocido pintor y escultor.
J. Scott Smart falleció a causa de un cáncer de páncreas en Springfield, Illinois, en 1960.

## Audio
- Internet Archive: The Fat Man (29 episodios)